# Brahmasoetra's
De Brahmasoetra's, ook gekend als Vedantasoetra's en Sarirakasoetra, vormen met de Upanishads en de Bhagavad Gita – samen de Prasthanatrayi genoemd – de grondslag van vedanta. Het is toegeschreven aan Bādarāyaņa en werd door heel wat latere filosofen van commentaar voorzien, waaronder Shankara, Ramanuja en Swami Vireswarananda.
De Brahmasoetra's geven in 555 aforismen een synthese van de leer der Upanishads.